# Культурный туризм

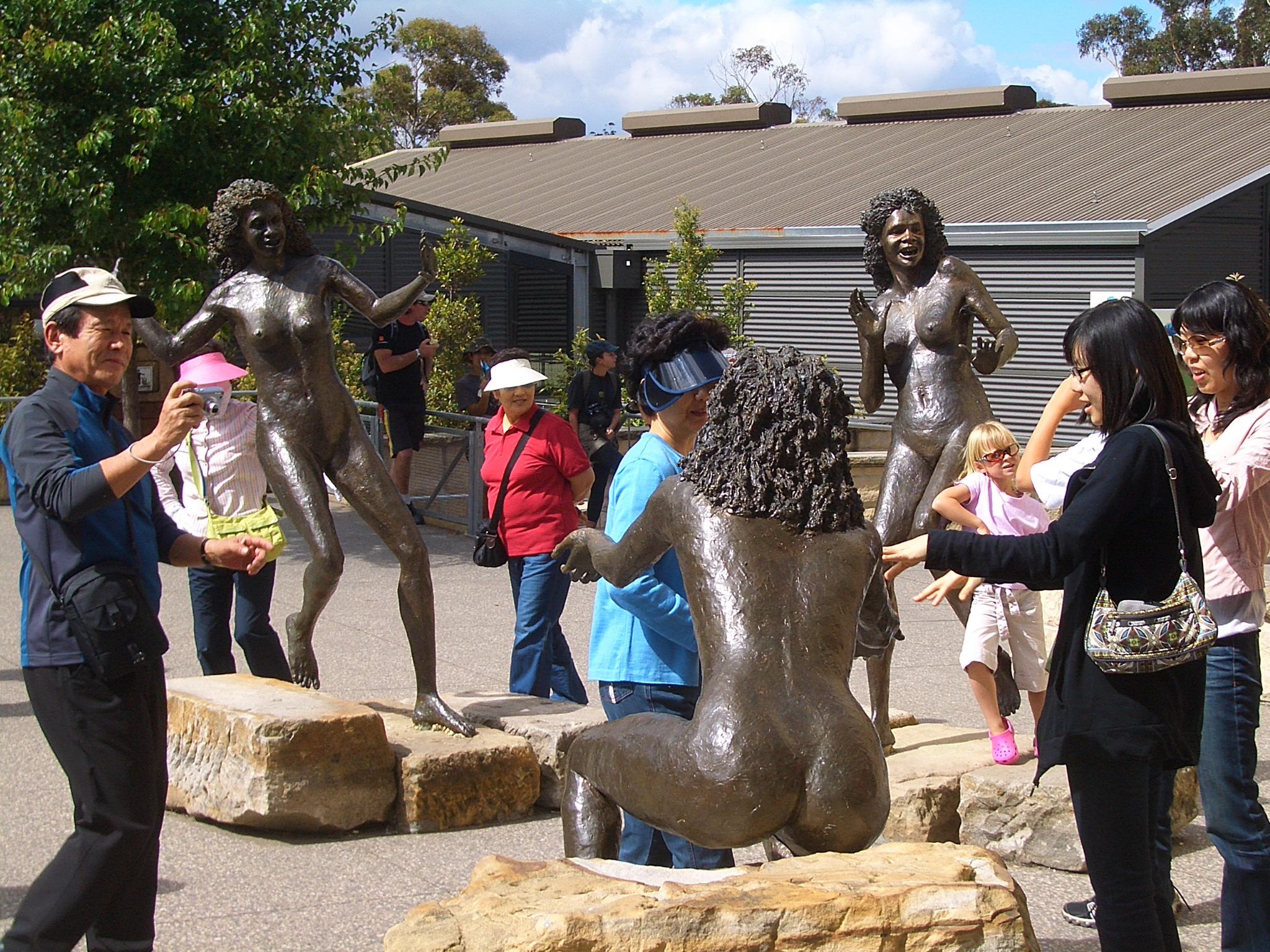
Туристы ознакомляются со скульптурной группой у центра Scenic World (англ.) в городе Катумба, Австралия

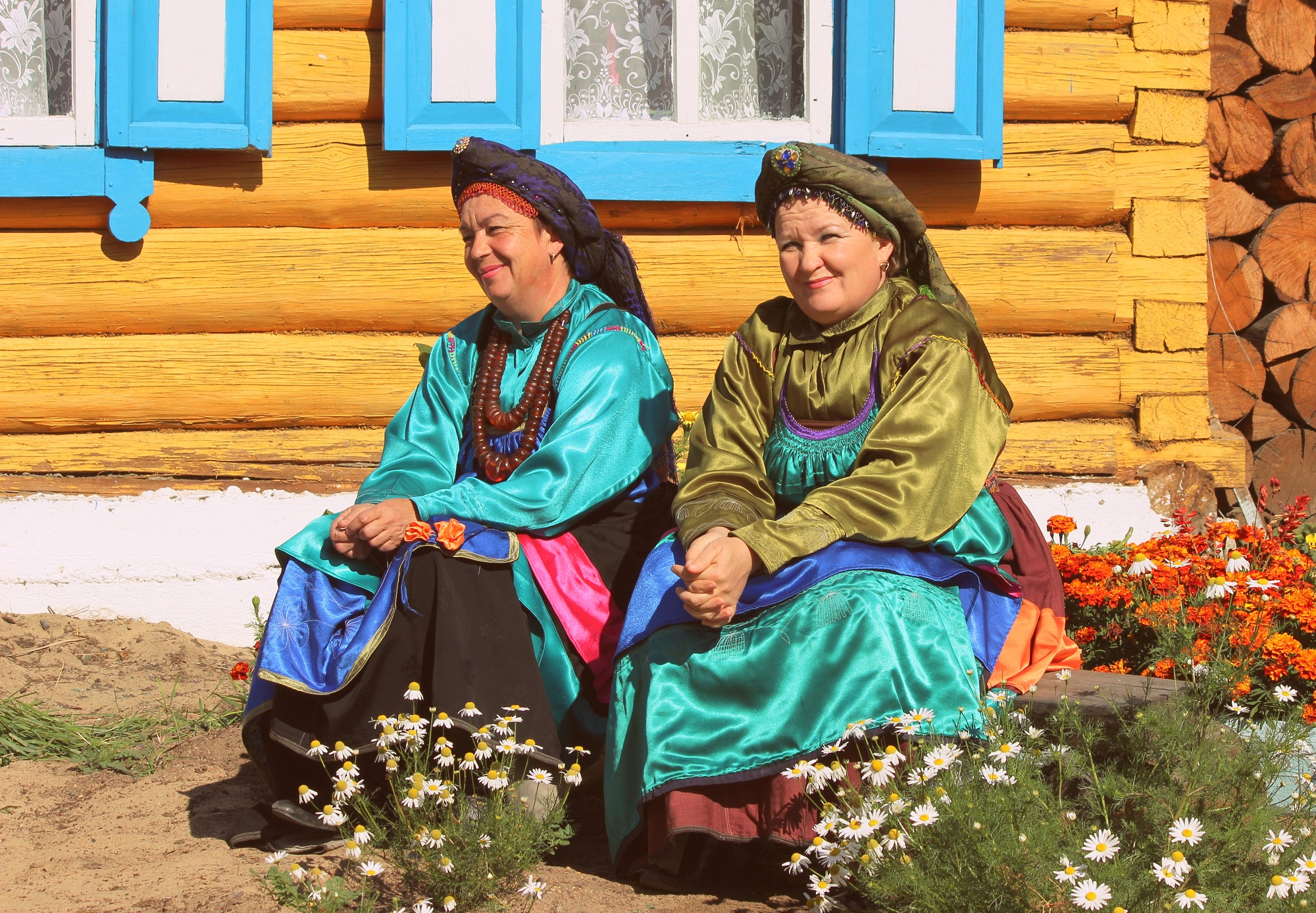
Староверы Бурятии.

Культурный туризм охватывает собой посещение исторических, культурных или географических достопримечательностей. Культурный туризм является самым популярным и массовым видом туризма. Основная цель таких путешествий — ознакомление с туристскими достопримечательностями (памятниками истории, архитектуры, искусства; природными и этническими особенностями; современной жизнью народа и т. п.).
Культурный туризм — это форма туризма, цель которого состоит в знакомстве с культурой и культурной средой места посещения, включая ландшафт, знакомство с традициями жителей и их образом жизни, художественной культурой и искусством, различными формами проведения досуга местных жителей.

## Направления культурного туризма
- знакомство с различными историческими, архитектурными или культурными эпохами путём посещения архитектурных памятников, музеев, исторических маршрутов;
- посещение культурных представлений: посещение фестивалей (музыкальных, театральных, кино), религиозных праздников, боя быков, выставок и т. д.;
- посещение лекций, семинаров, курсов научного языка;
- участие в фольклорных фестивалях.